# Robert Curthose
Robert Curthose, cunoscut ca și Robert al II-lea (n. 1054, Ducatul Normandiei⁠(d), Franța – d. februarie 1134, Castle⁠(d), Țara Galilor, Regatul Unit) a fost duce al Normandiei în perioada anilor 1087 - 1106, fiul cel mare al lui Wilhelm Cuceritorul, pretendent repetat pentru tronul Angliei și unul dintre conducǎtorii Primei Cruciade.

## Copilărie
Robert a fost cel mai mare fiu al lui William Cuceritorul, rege al Angliei și duce al Normandiei și a Matildei de Flandra. Se presupune cǎ Robert s-a născut în 1054, însă este posibil să se fi născut mai degrabǎ în 1051. Din cauza staturii mici, Robert a fost poreclit Curthose ("Pantaloni scurți"). William de Malmesbury și Ordericus Vitalis menționeazǎ în cronicile sale, că tatăl sǎu îl numea Robert «brevis-ocrea» ("Cizme scurte").
Dupǎ cucerirea de cǎtre Wilhelm a orașului Le Mans și a regiunii Mayenne care se rǎsculase anterior, duce de Maine în 1163 a fost numit Robert, dupǎ asigurarea hotarului de sud a țǎrii, Wilhelm a început invazia în Anglia din 1066.

## Relația cu tatăl său
Robert a avut relații destul de tensionate cu tatǎl sǎu, fiind urmașul statului anglo-saxon, unul din cele mai puternice state din Europa de vest, Robert nu a deținut o putere realǎ în stat, William ne permițînd-ui fiului său sǎ domneascǎ chiar și în Maine, fiind supravegheate toate aspectele legate de sistemele statului. Acest lucru i-a trezit nemulțumiri lui Curthose. În 1078 în timpul campaniei supunere a unui baron în Normandia a izbucnit un conflictului între Robert și a frații lui mai mici William și Henric. Tatăl sǎu a luat partea fraților săi. Insultat, Robert a părăsit armata și a încercat singur să cucereascǎ orașul Rouen. După ce asaltul a eșuat, a fugit în Flandra, la unchiul său matern Robert de Flandra. Ajutor în lupta împotriva tatălui sǎu, lui Curthose i-a sugerat-o regele Franței, Filip I. Până la sfârșitul anului 1078, forțele lui Robert, susținute de trupe franceze s-au concentrat în castelul Gerberoy la frontiera de est a Normandiei. Ca răspuns, castelul a fost asediat de o numeroasǎ armatǎ anglo-normandǎ a lui William Cuceritorul. Deși inițial Wilhelm a fost învins, și potrivit legendei el a fost rănit chiar de fiul său, Wilhelm a fost capabil să rupă alianța dintre Filip și Robert, atrǎgând de partea sa regele francez. În 1079 Gerberoy a căzut și Robert din nou a fugit în Flandra, aici fiind de acord să accepte împăcǎciunea cu tatăl său. Un rolul mare în reconcilierea dintre Robert și Wilhelm, l-a jucat mama sa, Matilda de Flandra care pe ascuns a oferit ajutor fiului său.

## Prima Cruciadă

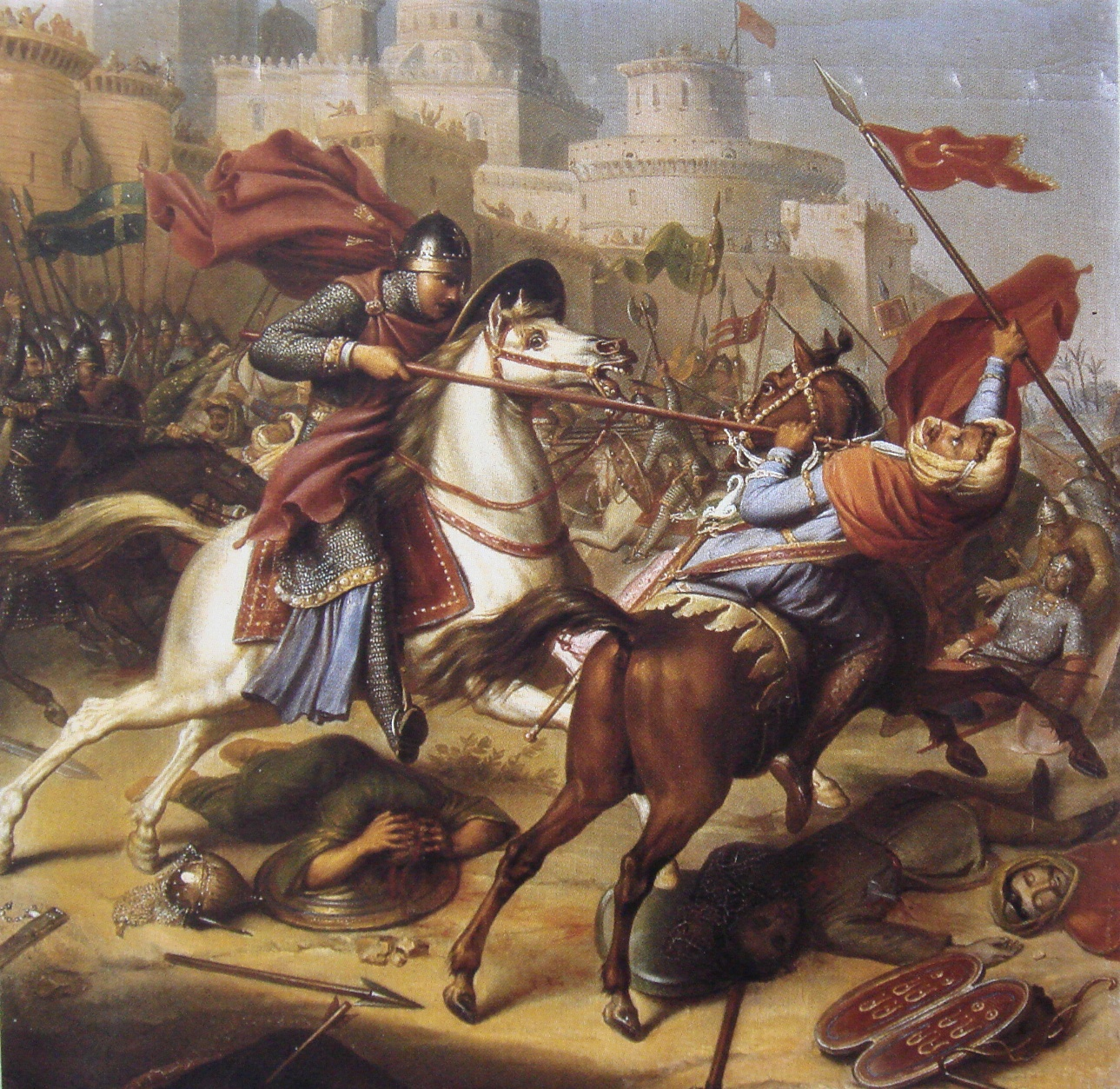
Robert Curthose în Bătălia de la Antioh

Situația în relațiile anglo-normande s-au schimbat cardinal în 1096, cînd Robert Curthose, inspirat de apelurile lui Urban al II-lea la Conciliul de la Clermont, a decis să participe la cruciadă în Palestina. Pentru a susține acest eveniment, Robert a cerut ajutor de la William al II-lea. Frații au intrat într-un acord prin care regele Angliei a oferit un împrumut de 10.000 de mărci în argint, în schimbul Normandiei care a trecut în posesia lui William al II-lea pentru o perioadǎ de trei ani. Având bani și adunând sub stindardul său un număr mare de baroni normanzi, Robert la sfarșitul anului 1096 a plecat spre Țara Sfântă. El a ales traseul prin Italia și în Durazzo s-a unit cu detașamentele lui Hugo de Vermandois și Raimond de Toulouse. În timpul campaniei, Robert a participat activ la asediul și capturarea orașelor Niceea, Antioh și Ierusalim sub conducerea sa a fost capturat una din cele mai importante porturi din Siria, Latakia. Datorită curajului ducelui de Normandia, el a câștigat un mare respect din parte cruciaților. Mai târziu pe baza faptelor eroice ale lui Robert din Țara Sfântă au fost scrise o serie întreagǎ de scrieri.
Atât timp cît Robert s-a aflat în Palestina, Normandia a fost condusǎ de William al II-lea Rufus. Puterea regele Angliei a fost mult mai rigidă și despoticǎ, astfel el a fost capabil să recupereze administrația centrală și a pacificat baronii. În plus, a fost reluatǎ expansiunea normandǎ în partea sudicǎ, în 1097 William a invadat partea a franceză a regiunii Vexin și în 1098 a întreprins o campanie în Maine. În timp ce Vexin nu a fost cucerit, din cauza rezistenței puternice a lui Ludovic al VI-lea, în Maine succesul a fost de partea normanzilor.
La sfârșitul anului 1099, Robert Curthose s-a reîntors din Palestina. Staționînd în sudul Italiei, aici cǎsǎtorindu-se cu Sibilla, fiica unui bogat conte apulian Geoffrey de Conversano, un nepot al lui Robert Guiscard. Zestrea a fost suficientǎ pentru a răscumpăra Normandia. Wilhelm al II-lea nu era gata să reîntoarcă ducatul, însǎ pe 2 august 1100, el a fost ucis în timp ce se afla la vânătoare în New Forest, în circumstanțe misterioase.

## Lupta contra fratelui său Henric I

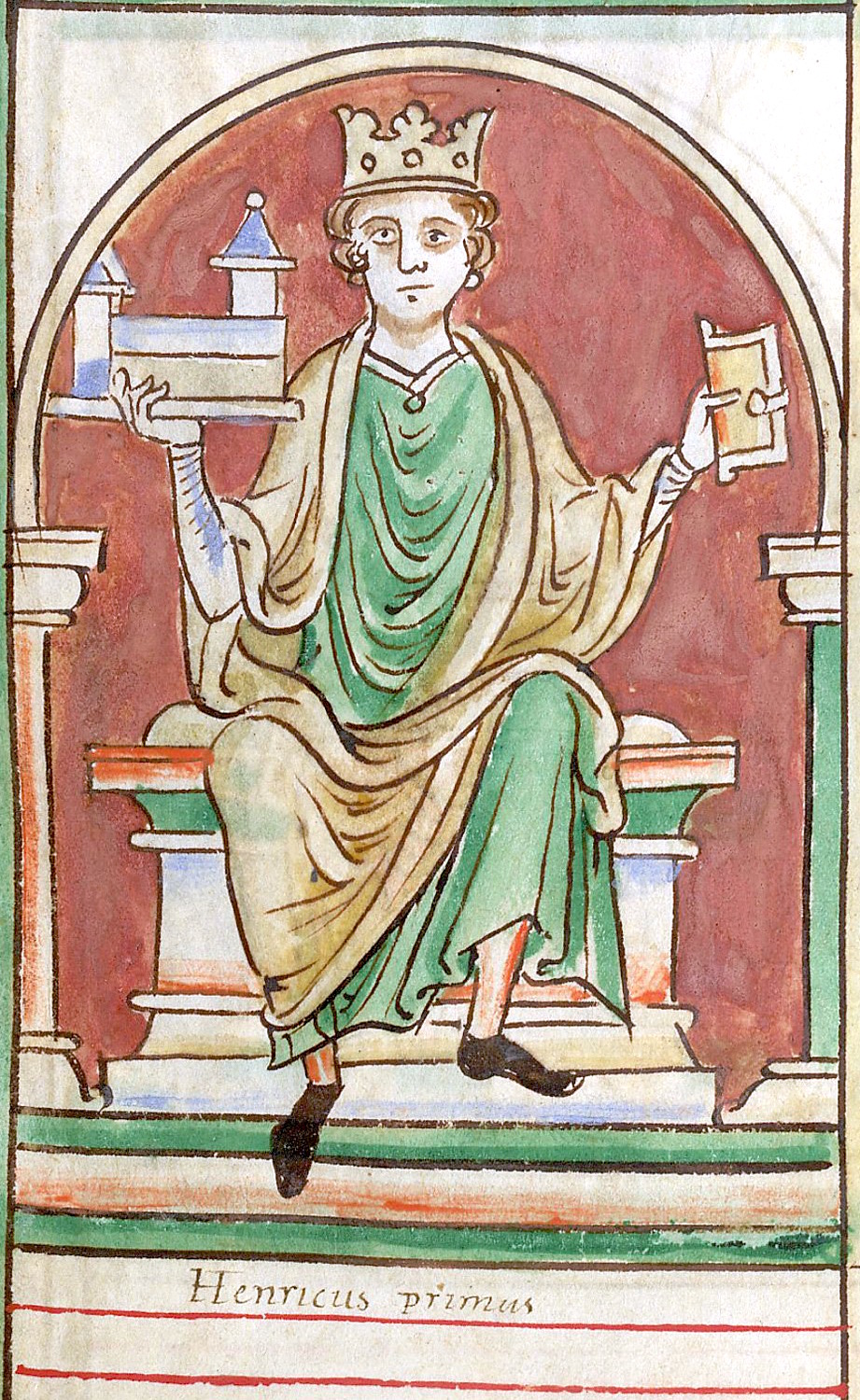
Henric I

Vestea morții fratelui său, Robert Curthose a prins-o în Salerno, unde se recupera de la rănile primite în cruciadă. Robert imediat s-a declarat rege al Angliei, cu toate acestea tronul a fost preluat de către fratele său mai mic Henric I, care deja pe 5 august 1100, a fost încoronat la Westminster, Robert neavând timp să-și revendice drepturile la tron. Ajungând în septembrie în Normandia, Robert a început pregătirile pentru o invazie în Anglia. Revendicǎrile lui Curthose au fost sprijinite de unii baroni englezi, care sau răzvrătit împotriva lui Henric. Pe 21 iulie 1101 Armata lui Robert a debarcat la Portsmouth și a început să avanseze spre Londra. Cu toate acestea, Henric a reușit sǎ-i învingǎ pe rebelii, izolând-ui și reușind sǎ atragǎ de partea sa clerul englez și straturile inferioare ale populației. Lângǎ Alton trupele lui Robert și Henric s-au întâlnit. Temându-se de înfrângere, Curthose a recurs la negocieri. În conformitate cu acordul încheiat, Robert a refuzat să pretindă la tronul englez, în schimbul unei plăți anuale din partea lui Henric I de 3000 de mǎrci. Henric I de asemenea, i-a reîntors lui Robert toate posesiunile lui din Normandia, cu excepția a cetății Domfront.
Deși susținǎtorii lui Robert au fost amnistiați, în următorii doi ani, Henric treptat a exilat și confiscat bunurile acestora. Între timp rǎzboiul s-a reînceput în Normandia, între Robert și baronii, care erau conduși de Robert de Bellême. Ducele a fost înfrînt și în ducat sa reîntors anarhia feudală. Aceasta a favorizat planurile regelui englez. Henric a reușit să creeze o partidǎ pro-britanicǎ în ducat. El a semnat de asemenea, un tratat de alianță cu țările vecine - Flandra, Anjou, Bretania și Regatul Franței. Robert Curthose a rǎmas izolat și nu a mai putut recruta cavaleri în armata sa. De partea ducelui au rǎmas doar câțiva baroni (Robert de Bellême, William de Morten și contele de Maine. În 1104 Henric a debarcat în Domfront și l-a forțat pe fratele său să-i dea Comitatul Evreux. În anul următor, englezii au capturat Cotentin, au distrus orașul Bayeux și au cucerit Caenul. Încercările de reconciliere ale lui Robert cu Henric au eșuat.

## Captivitate și moarte

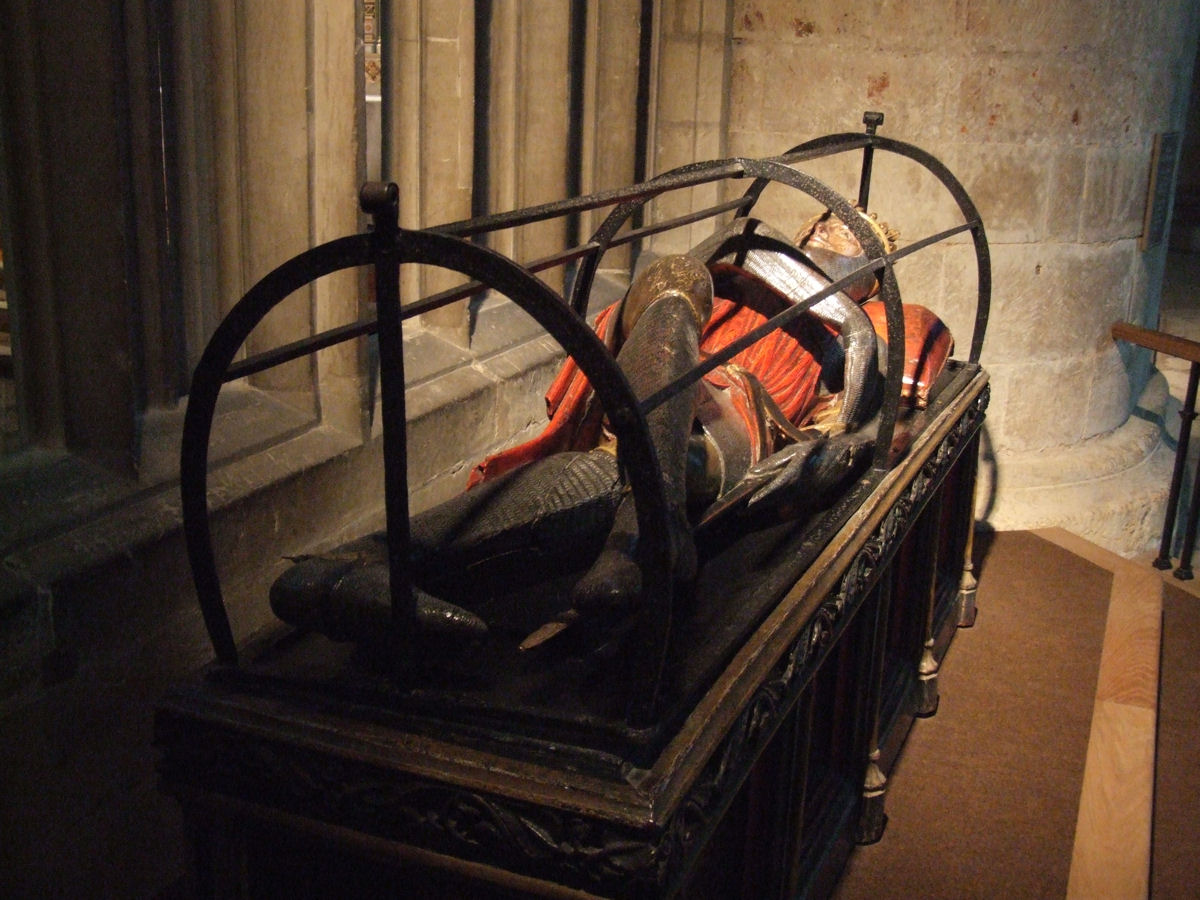
Piatra funerară a lui Robert Curthose în Catedrala Gloucester

În vara anului 1106 trupele lui Henric I, susținute de mercenari din Anjou și Bretania, au asediat cetatea Tinchebray la est de Avranches. În ajutorul cetǎții a venit armata principalǎ a ducelui Robert, care a decis să dea o bătălie decisivă. Pe 28 septembrie 1106 armata ducelui inferioarǎ numeric a fost practic anihilatǎ de armata regelui Angliei. Cei mai mulți susținători ai ducelui au murit, iar Robert, Edgar Ætheling și William de Morten au fost capturați. Victoria decisivǎ de la Tinchebray a pus capǎt îndelungatei lupte pentru moștenirea lui William Cuceritorul: Normandia a fost cucerită de englezi și unitatea monarhiei anglo-normande a fost restaurată.
Urmǎtorii 27 de ani Robert i-a petrecut în captivitate.
Robert Curthose a murit la 3 februarie 1134. A fost înmormîntat în biserica mănăstirii Sf. Petru din Gloucester, în prezent Catedrala Gloucester.